# Сони Мюзик Ентъртейнмънт
„Сони Мюзик Ентъртейнмънт“ (на английски: Sony Music Entertainment), често съкращавано като Sony Music, е звукозаписна компания в Ню Йорк.
Тя е сред най-големите в света, заема в глобален размер около 25 процента от пазарния дял. Така нареченият „голям лейбъл“ е част от Голямата четворка (на английски: Big Four) в индустрията. Компанията е 100 процента дъщерно дружество на Sony Corporation в Япония. През август 2004 г. Sony сформира съвместно предприятие с Bertelsmann чрез сливане на Sony Music и Bertelsmann Music Group (BMG) в Sony BMG Music Entertainment. Четири години по-късно е обявено, че Sony е готова да изкупи 50% от своя дял от Bertelsmann и до 1 октомври 2008 г. сделката е завършена и компанията отново е преименувана на Sony Music Entertainment.
Главният офис се намира в Ню Йорк. До 2006 г. Андрю Липса е председател на съвета. Оперативното управление (CEO) е до 2006 г. също с Андрю Липса, той е наследен от Ролф Шмид-Холц. Sony Music Entertainment е глобална компания с няколко офиса в Северна Америка, Южна Америка, Европа, Азия и Океания. Германският клон на Sony Music Entertainment UK Limited е със седалище в Мюнхен, Sony Music Entertainment GmbH Австрия се намита във Виена, както и в Цюрих, Швейцария.